# Gilberto Silva
Gilberto Silva, właśc. Gilberto Aparecido da Silva (ur. 7 października 1976 w Lagoa da Prata) – brazylijski piłkarz grający na pozycji pomocnika.
Gilberto Silva (wychowanek klubu América FC) trafił do podstawowej jedenastki Arsenalu F.C. od razu po przyjściu z Atlético Mineiro. W pierwszym sezonie rozegrał 51 spotkań cały czas partnerując Patrickowi Vieirze.
- Debiut w reprezentacji narodowej: przeciw Boliwii (7 listopada 2001)
- Debiut w Arsenalu: przeciw Liverpoolowi (11 sierpnia 2002)
- Sukcesy:
  - Mistrzostwo Świata (2002)
  - Tarcza Wspólnoty (2002)
  - Puchar Anglii (2003)
  - Puchar Anglii (2005)
  - Mistrzostwo Anglii (2004)
  - Tarcza Wspólnoty (2004)